# Gaston Briese
Gaston Briese (* 19. August 1898 in Berlin; † 22. März 1953 ebenda) war ein deutscher Schauspieler, Oberspielleiter und Theaterleiter.

## Leben
Gaston war der Sohn des Schauspielers Erich Briese und dessen Frau Emma, einer Schwester des Schauspielers und Theaterleiters Max Samst.
Briese besuchte eine Hochschule und begann kurz nach Ende des Ersten Weltkriegs im heimatlichen Berlin Theater zu spielen. In der deutschen Hauptstadt sah man ihn in den folgenden zwei Jahrzehnten unter anderem am Walhalla-Theater, dem Zentraltheater, wo er auch als Direktor und Oberspielleiter wirkte, dem Neuen Theater am Zoo (ebenfalls auch Direktion) und am Theater in der Behrenstraße, seinem letzten Festengagement vor Ausbruch des Zweiten Weltkrieges. Während des Krieges erhielt er kein Festengagement mehr, seine Nachkriegstätigkeit startete Briese als Oberspielleiter der Operette am Thalia-Theater in Berlin-Tempelhof.
1926 begann Briese als Filmschauspieler zu arbeiten, musste sich aber zumeist mit kleinen Rollen in Produktionen von untergeordneter Bedeutung begnügen. Der korpulente Künstler, der aufgrund seiner jovialen Art recht beliebt gewesen sein soll, war auf Edelchargen aller Arten -- regelmäßig gemütliche wie schlichte Typen -- abonniert. Er spielte Köche, Chauffeure, Beamte (Minister wie Polizisten), Bierbrauer, Schlachter, Portiers und Wirte.
1946 gab Briese in einem der ersten Nachkriegsfilme, Irgendwo in Berlin, seine Abschiedsvorstellung vor der Kamera. Zwei Jahre darauf fand er noch einmal beim Film Beschäftigung als einer von zwei Produktionsleitern beim Heimkehrerdrama und Trümmerfilm Beate. Gaston Briese starb in Berlin-Charlottenburg infolge eines Herzschlags.

## Filmografie
- 1926: Vater werden ist nicht schwer
- 1926: Das rote Pantöffelchen
- 1927: Üb’ immer Treu’ und Redlichkeit
- 1927: Der Fahnenträger von Sedan
- 1929: Diane
- 1929: Die fidele Herrenpartie
- 1929: Besondere Kennzeichen
- 1930: Kasernenzauber
- 1930: Bockbierfest
- 1930: Schneider Wibbel
- 1931: Keine Feier ohne Meyer
- 1931: Der Schrecken der Garnison
- 1933: Wenn am Sonntagabend die Dorfmusik spielt
- 1934: Schützenkönig wird der Felix
- 1934: Prinzessin Turandot
- 1935: Krach im Hinterhaus
- 1935: Traumulus
- 1936: Befehl ist Befehl
- 1936: Blinde Passagiere
- 1936: Es geht um mein Leben
- 1937: Die Posaune (Kurzfilm)
- 1937: Der Lachdoktor
- 1938: Rote Orchideen
- 1938: Gastspiel im Paradies
- 1938: Pour le Mérite
- 1939: In letzter Minute
- 1939: Tip auf Amalia
- 1940: Ihr Privatsekretär
- 1940: Falstaff in Wien
- 1940: Das leichte Mädchen
- 1946: Irgendwo in Berlin
- 1948: Beate (nur Produktionsleitung mit Ernst Liepelt)